# Don Porter
Donald Cecil Porter, detto Don (Miami, 24 settembre 1912 – Beverly Hills, 11 febbraio 1997), è stato un attore statunitense.

## Biografia
Nacque a Miami, in Oklahoma. Da giovane ha vissuto anche in Nebraska e Oregon. Si arruolò nella Guardia Nazionale dell'Oklahoma all'età di 14 anni, dichiarando di averne 18, e fu nominato tenente. Prestò servizio come fotografo di combattimento durante la Seconda guerra mondiale e apparve anche in filmati di addestramento.
Ottenne i suoi primi ruoli da attore a 17 anni, interpretando ruoli drammatici alla radio. Nel 1936, si esibì a teatro, a Portland, nell'opera Elizabeth the Queen di Maxwell Anderson. In seguito, recitò in più di 200 opere teatrali.

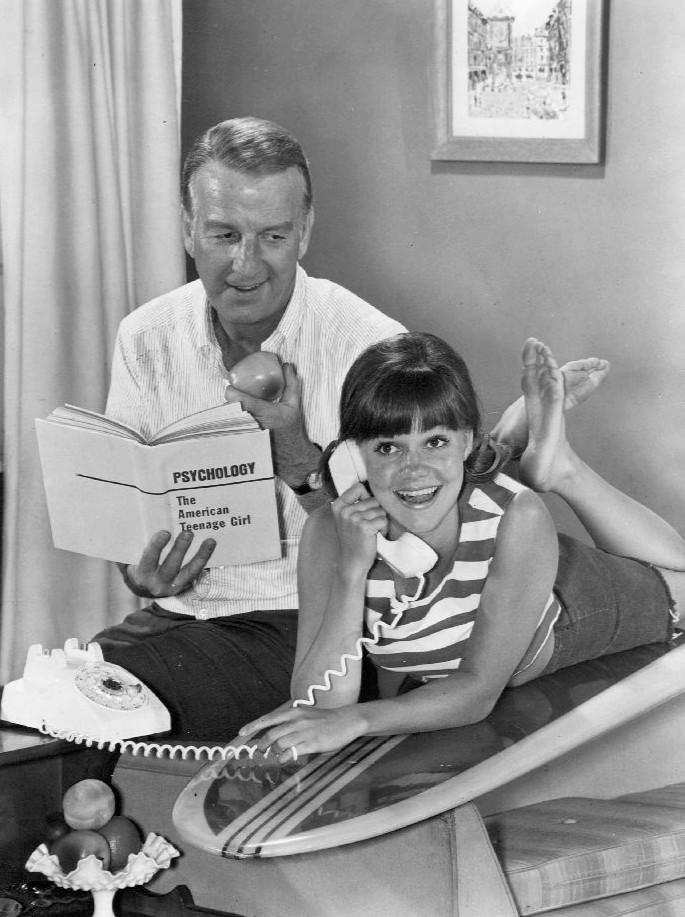
Sally Field e Don Porter nel 1965

Negli anni quaranta apparve in vari film prima di ottenere il ruolo di Peter Sands nella sitcom Private Secretary, degli anni cinquanta. In seguito alla fine della serie si unì con molti suoi colleghi di Private Secretary, alla serie The Ann Sothern Show. Ebbe anche una proficua carriera teatrale che includeva l'opera di successo Any Wednesday nel 1964 con Sandy Dennis e Gene Hackman.

## Filmografia parziale

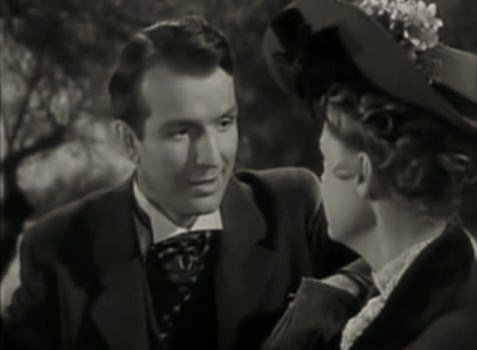
Porter nel film La donna lupo a Londra del 1946

### Cinema
- Gianni e Pinotto detectives (Who Done It?), regia di Erle C. Kenton (1942)
- Madame Spy, regia di Roy William Neil (1943)
- Resisting Enemy Interrogation, regia di Bernard Vorhaus (1944)
- La donna lupo a Londra (She-Wolf of London), regia di Jean Yarbrough (1946)
- Cuban Pete, regia di Jean Yarbrough (1946)
- Danger Woman, regia di Lewis D. Collins (1946)
- Wild Beauty, regia di Wallace Fox (1946)
- Addio all'esercito (Buck Privates Come Home), regia di Charles Barton (1947)
- Irma va a Hollywood (My Friend Irma Goes West), regia di Hal Walker (1950)
- La gang (The Racket), regia di John Cromwell (1951)
- Contrabbando per l'oriente (Cripple Creek), regia di Ray Nazarro (1952)
- Da quando sei mia (Because You're Mine), regia di Alexander Hall (1952)
- Il giuramento dei Sioux (The Savage), regia di George Marshall (1952)
- Furore sulla città (The Turning Point), regia di William Dieterle (1952)
- Our Miss Brooks, regia di Al Lewis (1956)
- La segretaria quasi privata (Desk Set), regia di Walter Lang (1957)
- Uno scapolo in paradiso (Bachelor in Paradise), regia di Jack Arnold (1961)
- Gidget a Roma (Gidget Goes to Rome), regia di Paul Wendkos (1963)
- Live A Little, Love A Little, regia di Norman Taurog (1968)
- Il candidato (The Candidate), regia di Michael Ritchie (1972)
- La signora a 40 carati (40 Carats), regia di Milton Katselas (1973)
- Mame, regia di Gene Saks (1974)
- Joey, regia di Roland Emmerich (1985)

### Televisione
- Private Secretary – serie TV, 80 episodi (1953-1957)
- The Ann Sothern Show – serie TV, 55 episodi (1959-1961)
- Gidget – serie TV, 32 episodi (1965-1966)
- Amore in soffitta (Love on a Rooftop) – serie TV, episodio pilota (1966)
- Al banco della difesa (Judd for the Defense) – serie TV, un episodio (1969)
- La fattoria dei giorni felici (Green Acres) – serie TV, un episodio (1971)
- Lo sceriffo del sud (Cade's County) – serie TV, un episodio (1972)
- Banacek – serie TV, un episodio (1972)
- A tutte le auto della polizia (The Rookies) – serie TV, un episodio (1972)
- Hawaii Squadra Cinque Zero (Hawaii Five-O) – serie TV, 2 episodi (1973-1976)
- The New Adventures of Perry Mason – serie TV, un episodio (1973)
- Tenafly – serie TV, un episodio (1973)
- The Morning After, regia di Richard T. Heffron – film TV (1974)
- Ellery Queen – serie TV, episodio 1x09 (1975)
- La donna bionica (The Bionic Woman) – serie TV, 3 episodi (1976-1977)
- Love Boat – serie TV, 2 episodi (1978-1983)
- Dallas – serie TV, 4 episodi (1980)

## Doppiatori italiani
Nelle versioni in italiano delle opere in cui ha recitato, Don Porter è stato doppiato da:
- Walter Maestosi ne Il candidato
- Silvano Tranquilli in Love Boat
- Sergio Fiorentini in Ellery Queen
- Sergio Matteucci in Amore in soffitta
- Adolfo Geri in La gang